# Шандивер
Шандивер (фр. Champdivers) насеље је и општина у источној Француској у региону Франш-Конте, у департману Јура која припада префектури Доле.
По подацима из 2011. године у општини је живело 441 становника, а густина насељености је износила 59,19 становника/km². Општина се простире на површини од 7,45 km². Налази се на средњој надморској висини од 189 метара (максималној 192 m, а минималној 187 m).

## Демографија
| 1962. | 1968. | 1975. | 1982. | 1990. | 1999. | 2011. |
| ----- | ----- | ----- | ----- | ----- | ----- | ----- |
| 257   | 264   | 243   | 385   | 403   | 435   | 441   |

График промене броја становника у току последњих година